# Tirà fictici

Frízer, tirà de Bola de Drac.

 Un tirà fictici (del llatí tyrannis i aquest del grec τύραννος týrannos) és un tirà o dictador del món de la ficció, ja sigui literari, televisiu o cinematogràfic o del món dels videojocs. Un tirà fictici posseeix totes les característiques d'un tirà existent en la veritat.
Un tirà fictici pot exercir i controla amb el seu moviment tirànic països, mons (planetes), sistemes, galàxies o fins i tot el mateix propi univers. Exerceix el control absolut dels seus territoris i dominant-los amb puny de ferro, i qualsevol mostra de rebel·lia o revolució és castigada. Molts tirans ficticis, com els de reals i de la història de la humanitat, arriben a un cert poder per invocar un cop d'estat i derrocar al poder que governava anteriorment.

## Història contemporània
El primer tirà de la història de la ficció contemporània possiblement fou Sàuron, de El Senyor dels Anells de J. R. R. Tolkien, que governava la terra maleïda de Mordor amb puny de ferro i volia tiranitzar tota la Terra Mitjana. Sauron és el tirà fictici més representatiu de la literatura actualment així com el més conegut de tots. No només la seva maldat ho demostra, sinó que és més que evident que és un tirà amb profundes ànsies de tiranitzar tot el món sencer fictici de El Senyor dels Anells. Com bona part dels tirans ficticis, seran derrotats pel bé i la justícia (en aquest cas per un petit hobbit, Frodo Saquet).
Un tirà conegut en el món manga/anime és en Frízer, de Bola de Drac de Akira Toriyama, un malvat conquistador alienígena de planetes (o bé els comprava als Guerrers de l'Espai, que els exterminà després, tret d'uns quants) que el sotmet al seu domini i els governa amb puny de ferro mitjançant l'ús de la força. Així mitjançat l'ajuda del seu pare i del seu germà, l'objectiu d'en Frízer és conquerir l'univers sencer i ser el seu senyor absolut. Com que fins ara no havia aparegut cap ésser capaç de guanyar la immensa força d'en Frízer, ell tenia via lliure per apropiar-se de tot, i aquells que l'hi mostraven resistència eren liquidats per ell mateix o els seus homes. Fins a la seva posterior derrota a Namek a mans d'en Son Goku, ja havia esclavitzat molts planetes, aquests van poder quedar lliures una vegada mort el malvat.
Darth Vader, de Star Wars de George Lucas, és probablement el tirà més representatiu del cinema i potser és el més conegut i popular de tots. L'objectiu d'en Lord Vader (que degut al seu alt grau militar a l'exèrcit i fent-se servir de les seves habilitats de la Força, ja conquereix planetes i els sotmet en nom de l'Imperi Galàctic) és derrocar el seu mestre (Palpatine) i convertir-se en el nou Emperador de la galàxia. Vader és també un malvat que utilitza tots els seus recursos per controlar sistemes rebels a la causa Imperial. L'objectiu principal de Darth Vader; ésser Emperador de la Galàxia fictícia de Star Wars com a únic governant assistit pel seu fill Luke Skywalker.
En els videojocs, en The Legend of Zelda de Shigeru Miyamoto, tenim diversos exemples. Ganon és un tirà fictici, pertanyent al món dels videojocs. El seu objectiu és conquerir Hyrule (que ho ha aconseguit diverses vegades, i governa el país amb puny de ferro, però sempre és derrotat per Link, i el regne se salvat). Zant és un altre tirà d'importància, sent més recent i no tan important com Ganon, però retrata molt bé els trets d'un tirà. De més, el seu sobrenom Ursuper King (Tirà de les Ombres) ja és fet inqüestionable que es tracta d'un usurpador. Zant és un individu que fart de les ideologies i poc reconeixement dels seus treballs a la Família Reial, ocasionar un cop d'estat al seu món, el Twilight Realm i usurpa el tron a la monarca del país (Midna). L'objectiu primordial és governar el Twilight Realm, però el seu veritable objectiu és conquerir el món dels seus enemics del passat i opressors.

### Literatura (manga)
- Sàuron, de la trilogia de El Senyor dels Anells.
- Lord Voldemort, de la saga literària de Harry Potter.
- Frízer, del manga de Bola de Drac.
- Sàruman, de la trilogia de El Senyor dels Anells
- Morgoth, de l'univers literari de Tolkien
- Magneto, de la sèrie de còmics de X-Men.
- Doctor Doom, de la sèrie de còmics Fantastic Four

### Cinema i televisió (Anime)
- Darth Vader, de la saga cinematogràfica de Star Wars.
- Palpatine, de la saga cinematogràfica de Star Wars.
- Comte Dooku, de la saga cinematogràfica de Star Wars.
- Darth Krayt, de la saga cinematogràfica de Star Wars.
- Dark Masters, de l'anime de Digimon.

### Videojocs
- Ganon, de la saga de videojocs The Legend of Zelda.
- Zant, de la saga de videojocs The Legend of Zelda.
- Kuja,[3] de la saga de videojocs Final Fantasy.
- Vaati, de la saga de videojocs de The Legend of Zelda.
- Agahnim, de la saga de videojocs The Legend of Zelda.